# 소피 터너 (배우)
소피 터너(Sophie Turner, 1996년 2월 21일 ~ )는 잉글랜드의 배우이다. HBO 드라마 《왕좌의 게임》으로 데뷔해 산사 스타크 역으로 이름을 알렸다. 이 역으로 소피는 SAG상, 영 아티스트 상 등 여러 상의 후보였다. 영화 《엑스맨: 아포칼립스》와 《엑스맨: 다크 피닉스》의 진 그레이 역으로도 알려졌다.

## 생애
1996년 2월 21일 잉글랜드 노샘프턴에서 태어났다. 아버지 앤드류(Andrew)는 파렛트 유통 회사에서 일하고, 어머니 샐리(Sally)는 어린이집 교사이다. 그리고 나이 차이가 많이 나는 오빠 두 명이 있다. 2019년, 조나스 브라더스의 조 조너스와 결혼했다.

## 경력
2011년부터, HBO 드라마 《왕좌의 게임》에서 "산사 스타크"를 연기했다. 소피의 연극 선생님이 산사 역 오디션을 보라고 권유했다. 산사 스타크는 소피가 맡은 첫번째 텔레비전 배역이다. 역을 위해 소피는 금발에서 적갈색으로 염색했다. 2012년, 이 역으로 소피는 영 아티스트 어워드 텔레비전 시리즈 부문 여우 조연상 후보에 지명됐다.
2013년, 스릴러 독립 영화 《어나더 미》(Another Me)에서 생애 첫 영화 주연을 맡았다. 그리고 2013년 텔레비전 영화 《The Thirteenth Tale》에서 "애들린 마치"(Adeline March) 역을 연기했다. 2013년, 배우 헤일리 스타인펠드와 함께 코미디 영화 《킬러 인 하이스쿨》(Barely Lethal)에 캐스팅 됐다. 소설가 레브 그로스만의 단편 소설 "The Girl in the Mirror"의 오디오북 나레이션을 했다. 2016년 영화 《엑스맨: 아포칼립스》에서 진 그레이 역을 연기했다.

## 출연 작품

### 영화
| 연도 | 제목                | 배역        | 비고 |
| ---- | ------------------- | ----------- | ---- |
| 2013 | 어나더 미           | 페이 델루시 |      |
| 2015 | 킬러 인 하이스쿨    | 헤더        |      |
| 2016 | 엑스맨: 아포칼립스  | 진 그레이   |      |
| 2018 | 조시                | 조시        |      |
| 2018 | 얼론                | 페넬로페    |      |
| 2018 | n번째 이별중        | 데비        |      |
| 2019 | 엑스맨: 다크 피닉스 | 진 그레이   |      |
| 2022 | 두 리벤지           |             |      |

### 텔레비전
| 연도      | 제목                | 배역        | 비고      |
| --------- | ------------------- | ----------- | --------- |
| 2011-2019 | 왕좌의 게임         | 산사 스타크 | TV 드라마 |
| 2013      | The Thirteenth Tale | 애들린 마치 | TV 영화   |
| 2020      | Survive             | 제인        | TV 드라마 |

### 뮤직 비디오
| 연도 | 아티스트        | 곡 제목             |
| ---- | --------------- | ------------------- |
| 2014 | 바스틸          | Oblivion            |
| 2019 | 조나스 브라더스 | Sucker              |
| 2020 | 조나스 브라더스 | What a Man Gotta Do |